# Kostel Nejsvětější Trojice (Chýnov)
Římskokatolický kostel Nejsvětější Trojice v Chýnově se nachází v centru města Chýnov, na cestě od náměstí k zámku. 

## Historie

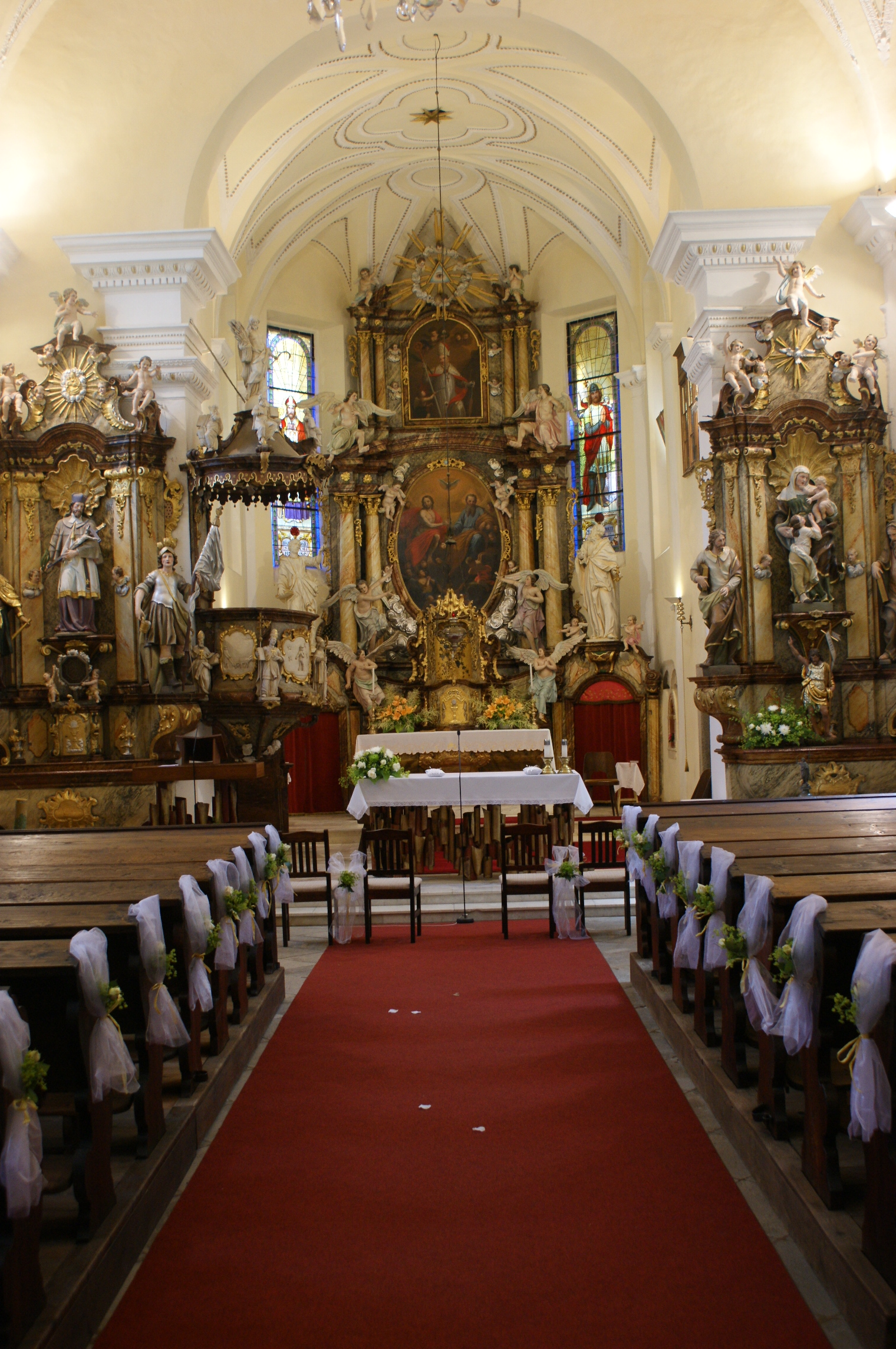
Interiér kostela Nejsvětější Trojice v Chýnově

První zmínka o Chýnově je v Kosmově Kronice české roku 981. 
Roku 1250 je první zmínka o kostele v prodejní listině - král Václav I. prodal panství pražskému biskupovi. 
Za pražského arcibiskupa Arnošta z Pardubic (†30. června 1364) došlo ke zbourání románského kostelíka a stavbě většího gotického kostela.
Za posledního z Eggenbergů, Jana Křtitele byl kostel v letech 1670 - 1679 přestavěn do dnešní podoby - barokizován - a rozšířen italským stavitelem Pietrem Spinettim. 
Adam František ze Schwarzenbergu nechal roku 1727 přistavět věž.

### Program záchrany architektonického dědictví
V rámci Programu záchrany architektonického dědictví bylo v roce 2002 na opravu památky čerpáno 1 000 000 Kč.

## Interiér
Kostel má nyní pět oltářů, které pochází z 18. stol. Na hlavním oltáři nahoře je oválný obraz Nejsvětější Trojice od Jana Jiřího Heinsche.
Varhany postavil pražský varhanář Emanuel Štěpán Petr roku 1892.
Na věži jsou tři zvony: Největší Václav z roku 1696 (pravděpodobně ulit v Klatovech), Maria a Josef z roku 1984 (ulil Petr Manoušek, Zbraslav).
V presbytáři jsou odkryté gotické kamenné prvky - sanktuář (výklenek používaný jako svatostánek), sedille (větší výklenek určený k sezení) a portál za kazatelnou.

## Současnost
Kostel je využíván k pravidelným bohoslužbám (minimálně dvakrát týdně) věřícími z Římskokatolické farnosti Chýnov.